# St. Jakob-Park
St. Jakob-Park là một sân vận động thể thao của Thụy Sĩ ở Basel. Đây là địa điểm bóng đá lớn nhất ở Thụy Sĩ và là sân nhà của FC Basel. "Joggeli", địa điểm được người dân địa phương đặt biệt danh, ban đầu được xây dựng với sức chứa 33.433 chỗ ngồi. Sức chứa đã được tăng lên 42.500 chỗ ngồi cho Giải vô địch bóng đá châu Âu 2008, được tổ chức bởi Thụy Sĩ và Áo. Sau Euro 2008, một số ghế đã được dỡ bỏ, do đó tạo ra nhiều khoảng trống hơn giữa chúng. Sức chứa do đó đã giảm xuống còn 38.512 chỗ ngồi cho Giải bóng đá vô địch quốc gia Thụy Sĩ hoặc 37.500 chỗ ngồi cho các trận đấu quốc tế. Sức chứa tối đa cho các buổi hòa nhạc là 40.000 chỗ ngồi.
Sân vận động được đặt theo tên của làng St. Jakob an der Birs, từng có trên địa điểm này. Tên "Joggeli" là từ nhỏ của "Jakob" trong phương ngữ địa phương, khiến nó tương đương với "Jake".

## Tổng quan
Sân vận động được chia thành bốn khối chính, A, B, C và D, mỗi khối bao gồm một bên của sân vận động, và khối G, bao gồm ban công phía trên được bổ sung sau. St. Jakob-Park là một sân vận động khá hiện đại; khởi công xây dựng vào ngày 13 tháng 12 năm 1998, thay thế cho Sân vận động St. Jakob cũ. Trận đấu mở lại diễn ra vào ngày 15 tháng 3 năm 2001.
"Genossenschaft S.J.P" chính thức sở hữu sân vận động, trong khi bản thân sân vận động này được quản lý bởi "Basel United". Sân vận động tiêu tốn khoảng 220 triệu CHF để xây dựng (132 triệu đô la Mỹ, 143 triệu euro vào tháng 3 năm 2001).
Trong sân vận động, có 32 cửa hàng trên ba tầng khác nhau, cũng như hai nhà hàng ("Restaurant UNO" và "Hattrick Sports Bar"). Sân có chỗ đậu xe cho 680 xe hơi trên hai tầng khác nhau.
Bạn có thể đến sân vận động bằng xe buýt, xe điện hoặc xe lửa (sân vận động có ga tàu riêng).
Sân vận động đã được UEFA trao tặng 4 sao, đây là số lượng sao cao nhất có thể được trao cho một sân vận động có quy mô đó.
Năm 2006, đã xảy ra một cuộc bạo loạn sau trận đấu giữa FC Basel và FC Zürich. Xem Sự cố hooligan Basel 2006 để biết thêm chi tiết.

## Giải vô địch bóng đá châu Âu 2008
Đối với Euro 2008, St. Jakob-Park đã tổ chức sáu trận đấu - ba trận vòng bảng (bao gồm cả trận khai mạc), hai trận tứ kết và một trận bán kết. Trận mưa xối xả trong trận đấu ngày 11 tháng 6 khiến sân trong tình trạng tồi tệ đến mức toàn bộ mặt cỏ phải trải lại, lần đầu tiên một quyết định như vậy được đưa ra tại một giải đấu tầm cỡ này.
| Ngày                | Thời gian (CET) | Đội #1     | Kết quả      | Đội #2       | Vòng    | Khán giả |
| ------------------- | --------------- | ---------- | ------------ | ------------ | ------- | -------- |
| 7 tháng 6 năm 2008  | 18:00           | Thụy Sĩ    | 0–1          | Cộng hòa Séc | Bảng A  | 39.730   |
| 11 tháng 6 năm 2008 | 20:45           | Thụy Sĩ    | 1–2          | Thổ Nhĩ Kỳ   | Bảng A  | 39.730   |
| 15 tháng 6 năm 2008 | 20:45           | Thụy Sĩ    | 2–0          | Bồ Đào Nha   | Bảng A  | 39.730   |
| 19 tháng 6 năm 2008 | 20:45           | Bồ Đào Nha | 2–3          | Đức          | Tứ kết  | 39.374   |
| 21 tháng 6 năm 2008 | 20:45           | Hà Lan     | 1–3 (s.h.p.) | Nga          | Tứ kết  | 38.374   |
| 25 tháng 6 năm 2008 | 20:45           | Đức        | 3–2          | Thổ Nhĩ Kỳ   | Bán kết | 39.374   |

## Chung kết UEFA Europa League 2016
Sân vận động đã tổ chức trận chung kết năm 2016 của Europa League. Sevilla đánh bại Liverpool với tỉ số 3–1.
Đây là trận chung kết câu lạc bộ châu Âu đầu tiên được tổ chức tại sân vận động này, mặc dù sân vận động trước đó cùng tên, Sân vận động St. Jakob, mở cửa vào năm 1954 cho Giải vô địch bóng đá thế giới 1954 và đóng cửa vào năm 1998, đã tổ chức bốn trận chung kết UEFA Cup Winners' Cup vào các năm 1969, 1975, 1979 và 1984.

## Các trận đấu quốc tế
| Ngày                 |         | Kết quả |                  | Giải đấu                    |
| -------------------- | ------- | ------- | ---------------- | --------------------------- |
| 21 tháng 8 năm 2002  | Thụy Sĩ | 3–2     | Áo               | Giao hữu                    |
| 8 tháng 9 năm 2002   | Thụy Sĩ | 2–0     | Gruzia           | Vòng loại Euro 2004         |
| 7 tháng 6 năm 2003   | Thụy Sĩ | 2–2     | Nga              | Vòng loại Euro 2004         |
| 11 tháng 10 năm 2003 | Thụy Sĩ | 2–0     | Cộng hòa Ireland | Vòng loại Euro 2004         |
| 2 tháng 6 năm 2004   | Thụy Sĩ | 0–2     | Đức              | Giao hữu                    |
| 4 tháng 9 năm 2004   | Thụy Sĩ | 6–0     | Quần đảo Faroe   | Vòng loại World Cup 2006    |
| 8 tháng 9 năm 2004   | Thụy Sĩ | 1–1     | Cộng hòa Ireland | Vòng loại World Cup 2006    |
| 3 tháng 9 năm 2005   | Thụy Sĩ | 1–1     | Israel           | Vòng loại World Cup 2006    |
| 1 tháng 3 năm 2006   | Croatia | 3–2     | Argentina        | Giao hữu                    |
| 27 tháng 5 năm 2006  | Thụy Sĩ | 1–1     | Bờ Biển Ngà      | Giao hữu                    |
| 2 tháng 9 năm 2006   | Thụy Sĩ | 1–0     | Venezuela        | Giao hữu                    |
| 6 tháng 9 năm 2006   | Áo      | 0–1     | Venezuela        | Giao hữu                    |
| 15 tháng 11 năm 2006 | Thụy Sĩ | 1–2     | Brasil           | Giao hữu                    |
| 2 tháng 6 năm 2007   | Thụy Sĩ | 1–1     | Argentina        | Giao hữu                    |
| 17 tháng 10 năm 2007 | Thụy Sĩ | 0–1     | Hoa Kỳ           | Giao hữu                    |
| 26 tháng 3 năm 2008  | Thụy Sĩ | 0–4     | Đức              | Giao hữu                    |
| 12 tháng 8 năm 2009  | Thụy Sĩ | 0–0     | Ý                | Giao hữu                    |
| 5 tháng 9 năm 2009   | Thụy Sĩ | 2–0     | Hy Lạp           | Vòng loại World Cup 2010    |
| 14 tháng 10 năm 2009 | Thụy Sĩ | 0–0     | Israel           | Vòng loại World Cup 2010    |
| 7 tháng 9 năm 2010   | Thụy Sĩ | 1–3     | Anh              | Vòng loại Euro 2012         |
| 12 tháng 10 năm 2010 | Thụy Sĩ | 4–1     | Wales            | Vòng loại Euro 2012         |
| 6 tháng 9 năm 2011   | Thụy Sĩ | 3–1     | Bulgaria         | Vòng loại Euro 2012         |
| 11 tháng 10 năm 2011 | Thụy Sĩ | 2–0     | Montenegro       | Vòng loại Euro 2012         |
| 26 tháng 5 năm 2012  | Thụy Sĩ | 5–3     | Đức              | Giao hữu                    |
| 14 tháng 8 năm 2013  | Thụy Sĩ | 1–0     | Brasil           | Giao hữu                    |
| 8 tháng 9 năm 2014   | Thụy Sĩ | 0–2     | Anh              | Vòng loại Euro 2016         |
| 5 tháng 9 năm 2015   | Thụy Sĩ | 3–2     | Slovenia         | Vòng loại Euro 2016         |
| 6 tháng 9 năm 2016   | Thụy Sĩ | 2–0     | Bồ Đào Nha       | Vòng loại World Cup 2018    |
| 7 tháng 10 năm 2017  | Thụy Sĩ | 5–2     | Hungary          | Vòng loại World Cup 2018    |
| 12 tháng 11 năm 2017 | Thụy Sĩ | 0–0     | Bắc Ireland      | Vòng loại World Cup 2018    |
| 26 tháng 3 năm 2019  | Thụy Sĩ | 3–3     | Đan Mạch         | Vòng loại Euro 2020         |
| 6 tháng 9 năm 2020   | Thụy Sĩ | 1–1     | Đức              | UEFA Nations League 2020-21 |
| 14 tháng 11 năm 2020 | Thụy Sĩ | 1–1     | Tây Ban Nha      | UEFA Nations League 2020-21 |
| 1 tháng 9 năm 2021   | Thụy Sĩ | 2–1     | Hy Lạp           | Giao hữu                    |
| 5 tháng 9 năm 2021   | Thụy Sĩ | 0–0     | Ý                | Vòng loại World Cup 2022    |